# Виктор Матюр
Виктор Матюр (на английски: Victor Mature) е американски актьор. 

## Биография
Роден е на 29 януари 1913 фодина в Луисвил, Кентъки. Баща му Марчело Гелиндо Матюри, по-късно Марсел Джордж Матюр е от Пинцоло, в италианската част на бившето Графство Тирол (сега Тренто в Италия, но по това време част от Австро-Унгарската империя).  Майка му Клара П. (Акли) е родена в Кентъки и е с швейцарско потекто.  По-големият му брат Марсел Пол Матюр, умира от остеомиелит през 1918 г. на 11-годишна възраст.  Виктор посещава гимназия „Св. Ксавие“  в Луисвил, Кентъки, Военния институт в Кентъки и Спенсианското бизнес училище. За кратко той продава бонбони и управлява ресторант, преди да се премести в Калифорния.

### Кариера
Виктор Матюр се изявява като сценичен, филмов и телевизионен актьор. Известен е със своята тъмна коса и усмивка. Най-известните му филмови роли включват „Милиони години пр. н.е.“ (1940), „Моята мила Клементина“ (1946), „Целувка на смъртта“ (1947), „Самсон и Далила“ (1949) и „Плащаницата“ (1953). Той също се появява в много мюзикъли, партнирайки на звезди като Рита Хейуърт и Бети Грейбъл.

### Личен живот
Матюр е женен пет пъти:
- Франсис Чарлз (1938–1940, анулиран)
- Марта Стивънсън Кемп, вдовица на ръководител на групировки Хал Кемп, (1941–1943, разведени) [7]
- Дороти Станфорд Бери (1948–1955, разведени) [8]
- Адриен Ъруик (1959–1969, разведени)
- Лорета Себена (1974 г. до смъртта му) - неговото единствено дете, дъщеря му Виктория е с нея. Виктория е оперна певица, като майка си. [9]
- Той е бил сгоден за Рита Хейуърт (преди да се омъжи за Орсън Уелс) и Ан Шърли. [10]

### Смърт
Виктор Матюр умира от левкемия през 1999 г. в дома си в Ранчо Санта Фе, Калифорния на 86-годишна възраст. Погребан е в семейния парцел, белязан от копие на Ангела на скръбта, на гробището Сейнт Майкъл в родния му град Луисвил.

## Избрана филмография
| Година | Филм                | Оригинално заглавие   | Роля        | Режисьор        |
| ------ | ------------------- | --------------------- | ----------- | --------------- |
| 1946   | Моя скъпа Клементин | My Darling Clementine | Док Холидей | Джон Форд       |
| 1955   | Последната граница  | The Last Frontier     | Джед Купър  | Антъни Ман      |
| 1959   | Ханибал             | Annibale              | Ханибал     | екип            |
| 1966   | След лисицата       | After the Fox         | Тони Пауъл  | Виторио Де Сика |